# Zwarte wespblaaskop
De zwarte wespblaaskop (Leopoldius brevirostris) is een vliegensoort uit de familie van de blaaskopvliegen (Conopidae). De wetenschappelijke naam van de soort is voor het eerst geldig gepubliceerd in 1827 door Germar.